# Japan Cup 1994 (ciclismo)
La Japan Cup 1994, terza edizione della corsa e valida come evento UCI categoria 1.3, si svolse il 23 ottobre 1994 su un percorso totale di 154,5 km. Fu vinta dall'italiano Claudio Chiappucci che terminò la gara in 4h19'49" alla media di 35,679 km/h.
Si trattò del secondo successo consecutivo per il ciclista italiano; la sua squadra, la Carrera, monopolizzò l'ordine d'arrivo con ben tre corridori nei primi cinque.

## Ordine d'arrivo (Top 10)
| Pos. | Corridore          | Squadra    | Tempo    |
| ---- | ------------------ | ---------- | -------- |
| 1    | Claudio Chiappucci | Carrera    | 4h19'49" |
| 2    | Erich Mächler      | Inoac-Deki | a 49"    |
| 3    | Stefano Checchin   | Carrera    | a 9'46"  |
| 4    | Beat Zberg         | Carrera    | a 10'32" |
| 5    | Tomokazu Fujino    | Inoac-Deki | s.t.     |
| 6    | Ken Hashikawa      | Saxon      | s.t      |
| 7    | Eddy Bouwmans      | Histor     | a 10'33" |
| 8    | Mario Kummer       | Telekom    | s.t.     |
| 9    | Daisuke Imanaka    | Team Polti | a 12'18" |
| 10   | Erik Zabel         | Telekom    | a 12'30" |